# 2797 Teucer
2797 Teucer este un asteroid descoperit pe 4 iunie 1981 de Edward Bowell.